# Nova Cantu
Nova Cantu là một đô thị thuộc bang Paraná, Brasil. Đô thị này có diện tích 543,78 km², dân số năm 2007 là 7714 người, mật độ 16,4 người/km².